# Большая Гаревая (приток Баранчи)
Большая Гаревая — река в Горноуральском и Кушвинском  городских округах Свердловской области России. Устье реки находится в 16 км от устья притока Тагила — реки Баранча по правому берегу. Длина реки составляет 17 км.
Высота устья — 167 м над уровнем моря.

## Притоки
(от устья)
- Чёрная (пр)
- Разложиха (лв)
- Каменка (пр)
- б/н (лв)
- Полуденная (пр)

## Данные водного реестра
По данным государственного водного реестра России относится к Иртышскому бассейновому округу, водохозяйственный участок реки — Тагил от города Нижний Тагил и до устья, речной подбассейн реки — Тобол. Речной бассейн реки — Иртыш.